# Holubinka ametystová
Holubinka ametystová (Russula amethystina) je druh houby z čeledi holubinkovitých (Russulaceae).

## Znaky
Klobouk dorůstá do šířky 3–11 cm, v mládí sklenutý se postupně rozkládá do plochy, často pak bývá i vmáčklý. Pokožka je matná, do poloviny poloměru klobouku dobře slupitelná. Barvu má ametystově či růžově fialovou, vínovou, či vínově hnědou, stářím se středová část odbarvuje do hnědožluta až olivova.
Lupeny jsou pevné, smetanové až žluté, na klobouku hustě uspořádané, u třeně volné či zoubkem připojené. Výtrusný prach je hnědožlutý.
Třeň je 4–8 cm dlouhý, křehký, válcovitý až mírně kyjovitý, vatovitě vycpaný až dutý, podélně vrásčitý, u mladých plodnic lehce ojíněný, bílý, stářím žlutý až hnědý, báze je lehce růžová.
Dužnina je pevná, bílá, stárnutím žloutne až hnědne, chuťově je mírná, vůní připomíná ovoce, u starších plodnic jodoform.

## Užití
Jedlá houba.

## Ekologie
Od června do listopadu roste tento druh v borových lesích, lze jej najít i pod jedlemi a smrky. Preferuje bazidický, vápenatý substrát.

## Rozšíření
Druh je rozšířen především v oblastech Evropy, pak i východní Asie a USA.

## Galerie

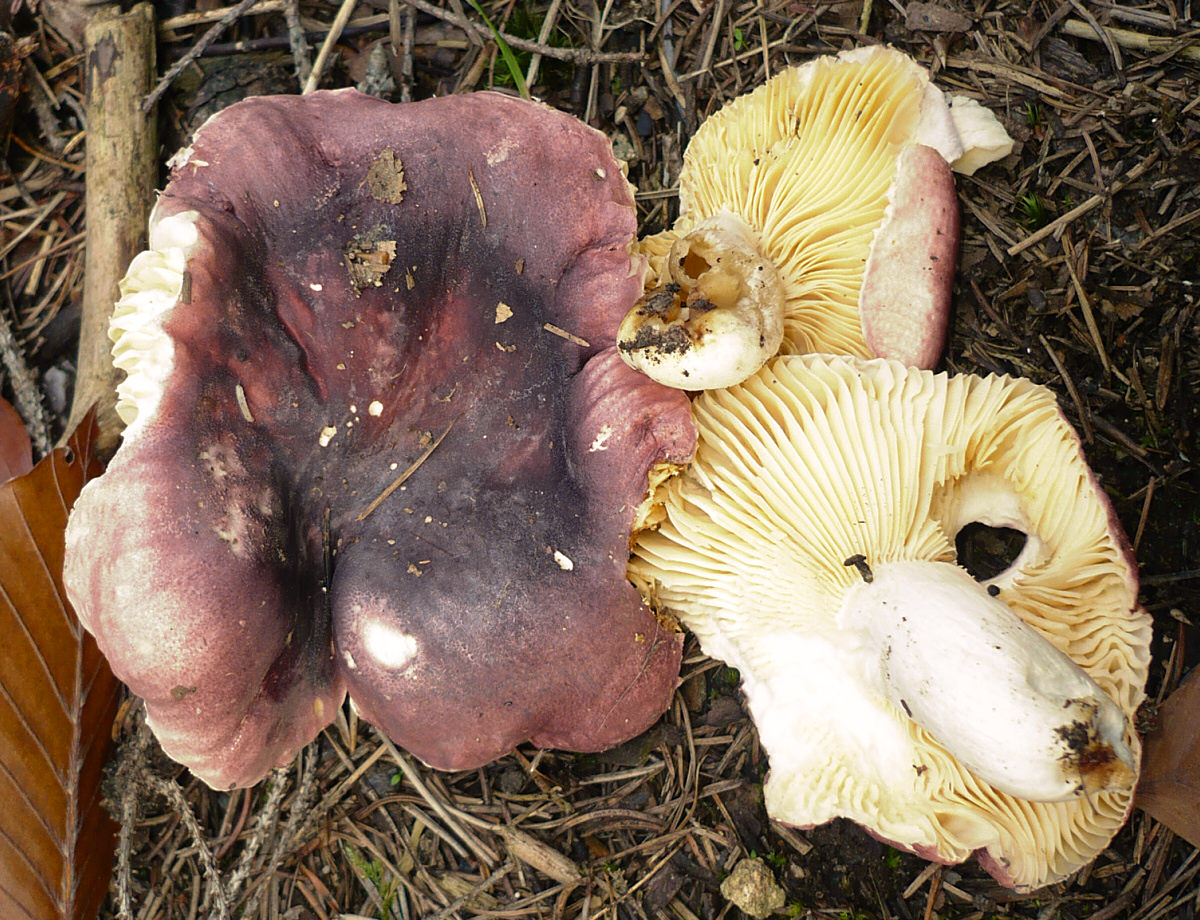
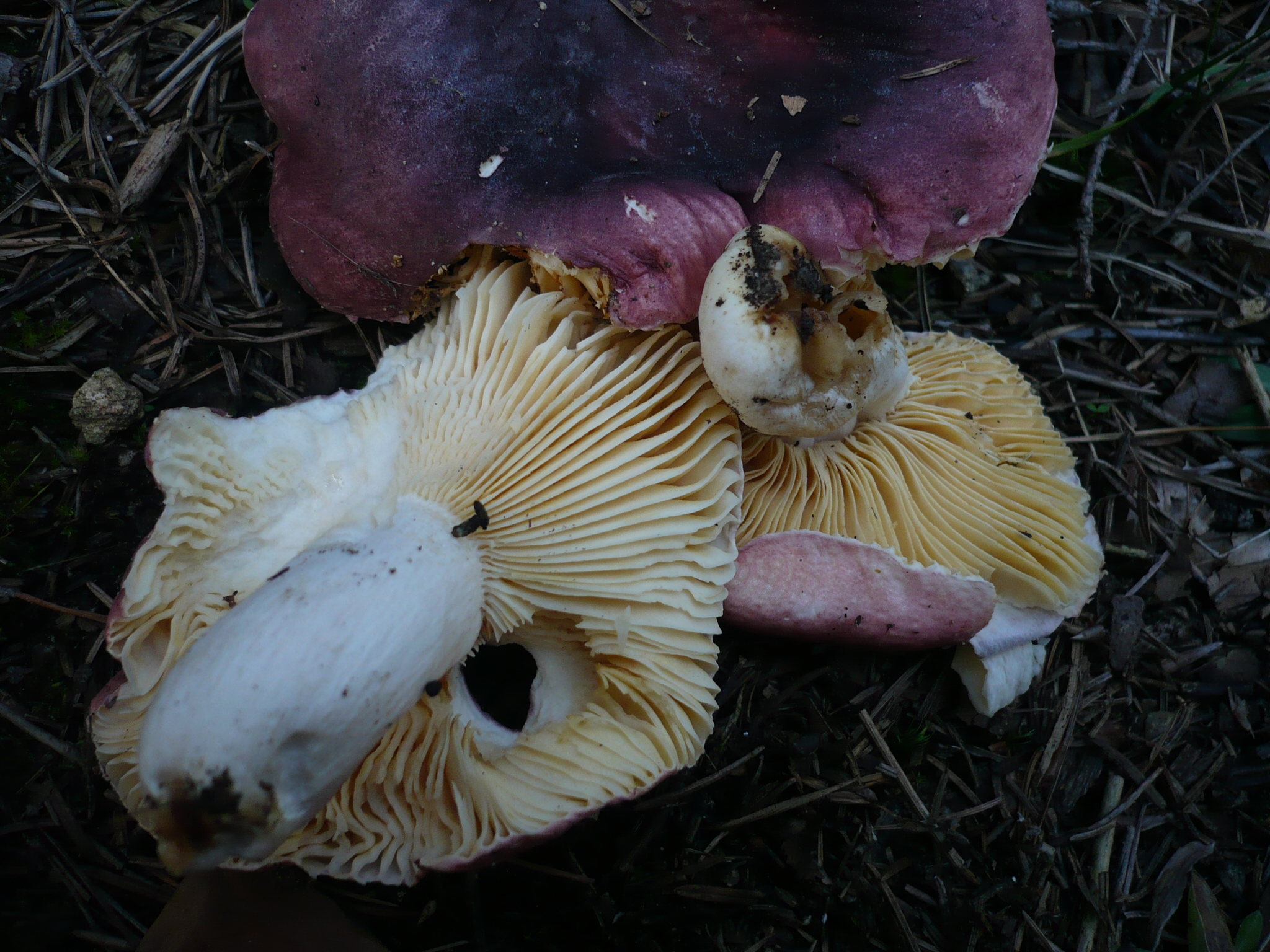

## Možnost záměny
- Holubinka Turkové (Russula turci) - někdy se holubinka ametystová považuje za její poddruh.
- Holubinka azurová (Russula azurea)
- Holubinka raná (Russula nauseosa)
- Holubinka liláková (Russula lilacea)